# Luko Zore
Luko Zore, cyrilicí Луко Зоре (15. ledna 1846 Cavtat – 9. prosince 1906 nebo 26. listopadu 1906 Cetinje), byl srbsko-rakouský pedagog, jazykovědec a politik z Dalmácie, hlásící se k srbské národnosti (ale ke katolickému vyznání); na konci 19. století poslanec Říšské rady.

## Biografie
Byl gymnaziálním profesorem v Dubrovníku. Působil jako jazykovědec, historik literatury a básník. Základní školu vychodil v rodném Cavtatu, gymnázium v Dubrovníku a vystudoval pak klasickou filologii a slavistiku na Vídeňské univerzitě. V roce 1869 nastoupil jako profesor na gymnázium v Zadaru, v letech 1869–1872, 1877–1879 a 1880–1890 vyučoval na gymnáziu v Dubrovníku, v letech 1872–1877 v Kotoru. V období let 1879–1880 působil jako školský rada při zemské vládě v Bosně. Od roku 1890 do roku 1895 zastával funkci okresního školského inspektora v Dubrovníku. Byl dopisovatelem Srbské akademie věd a umění v Bělehradu. Byl rovněž členem Jihoslovanské akademie věd. Během svého pedagogického působení v Dubrovníku redigoval literární list Slovinac. Zabýval se studiem dějin a literárních dějin Dubrovníku. Napsal také rozsáhlé básnické dílo Objavljenje s antiklerikálním vyzněním.
Angažoval se i politicky. Byl stoupencem spolupráce Chorvatů a Srbů. V letech 1883–1901 zasedal coby poslanec Dalmatského zemského sněmu.
Byl i poslancem Říšské rady (celostátního parlamentu Předlitavska), kam usedl ve volbách do Říšské rady roku 1897 za kurii nejvyýše zdaněných v Dalmácii. Ve volebním období 1897–1901 se uvádí jako Lucas Zore, gymnaziální profesor, bytem Dubrovník.
Ve volbách roku 1897 je uváděn jako umírněný chorvatský národní kandidát. Usedl potom do poslaneckého klubu Slovanský křesťansko národní svaz (Der slavische christlichnationale Verband). Patřil do skupiny etnických Jihoslovanů z jižní Dalmácie z regionu Dubrovníku, kteří se přikláněli k srbskému národnímu hnutí (tzv. dubrovnické srbskokatolické hnutí). Příklon k Srbům a odklon od Chorvatské národní strany u něj měl nastat poté, co mu nevyšla kandidatura do Říšské rady.
V posledních letech života působil v Černé Hoře, kam se musel uchýlit podle Národních listů kvůli tlaku katolických kruhů v Dalmácii a taky kvůli aféře okolo časopisu Srđ, jehož redakce byla žalována pro velezradu. Zore byl sice shledán nevinným, ale vyšetřování mělo přispět k jeho odchodu do zahraničí. V Černé Hoře zpočátku pracoval jako osobní učitel kněžice Petra, potom na pozici ředitele gymnázia v Cetinji. Zemřel v prosinci 1906.